# 黃浩然 (演員)
黃浩然（英語：Raymond Wong Ho Yin，1975年8月25日—），香港男演員及主持。現為天高娛樂旗下藝人，前無綫電視基本藝人合約藝員，加入無綫前多數拍攝電影及亞洲電視劇集。

## 背景
黃浩然出身小康之家，父母在上環經營「裕生海味」生意逾30年，有一名較他年輕兩歲、任職教師的胞妹。他小時候成長於香港島南區黃竹坑邨4座，中學時期移居鴨脷洲利東邨。學業上，黃浩然畢業於黃竹坑天主教小學（1987年小六上午校，第十三屆），繼而升讀香港鄧鏡波書院（1992年中五）。在校時曾是少年警訊副會長，參加過聯校歌唱比賽。至中學畢業後他原為了追求安穩生活而考慮投考紀律部隊，又打算報讀工商管理學學位。輾轉之下選讀香港城市理工學院資訊科技系3年制課程（1994年至1997年）。此前已於就讀中七預科那年開始做業餘模特兒。
在大學放暑假期間，他曾拍攝《Yes》雜誌「城市驚喜」系列硬照。另一方面他通過當上記者的大學同學介紹為設計系學生的畢業作品展擔任模特兒。碰巧一次機會下導演杜琪峰從雜誌上留意到他當上作品展模特兒的照片，杜琪峰便發掘他為影壇新人。黃浩然最初向杜琪峯表明希望當歌手，結果因為發覺自己比不上樂壇很多厲害的歌手，於是選擇接受導演安排去演戲。他當年參演的第一部作品是夥拍劉青雲和方中信等人拍攝的《十萬火急》。後來他轉為全職電影演員，惟大部分時間只當配角或客串角色。
2001年，黃浩然為了尋求更多工作機會而轉戰電視圈，且加入亞洲電視拍攝劇集。2005年擔正演出《情陷夜中環》的第一男主角兼大反派，引起話題備受關注。2006年因獲得監製梁家樹賞識而轉投無綫電視，首部參演劇集為《兩妻時代》。其時一同加入無綫電視的尚有田蕊妮。2010年，他憑藉《老友狗狗》、《談情說案》、《情越雙白線》、《公主嫁到》及《巾幗梟雄之義海豪情》的突出表現，在《萬千星輝頒獎典禮2010》上奪得「飛躍進步男藝員」獎。黃浩然加入無綫後知名度上升，以至2010年後幾乎每套電視劇都擔綱飾演第一男主角。他曾是無綫電視監製梁材遠及陳耀全的常用演員，也是無綫電視基本合約藝人（部頭合約）。到了2019年，他宣佈約滿中國星，並轉投古天樂旗下之天高娛樂。2021年6月離開無綫，《法證先鋒IV》為其告別作。

## 個人生活
黃浩然在2005年12月1日與形象指導莫家嘉結婚。妻子於加拿大長大，為億萬馬主莫英儒之千金，在他拍攝《新紮師妹》時認識的，拍拖四年後結為夫婦，婚後入住外父千萬豪宅。二人現育有兩子。
2014年9月8日，黃浩然因過度疲勞而被確診患上免疫疾病貝賽特氏症；需要辭演剛接拍的新劇《張保仔》。在9個月全面停工的休息期內，他同時戒除吸煙習慣。
2017年10月，經過一段長時間的康復後，黃浩然開始復工，接拍喜劇《果欄中的江湖大嫂》，接受訪問時表示，這套劇拍畢後會休息一下，抽多一點時間陪家人。因為大仔升小一，由不需要做功課的幼稚園環境，變成開始要做功課。雖然開學只一個多月，但回家要做功課時會哭，小朋友現階段其實是玩的年代，不應該要做功課，奈何香港的教育是這樣，又要測驗，他感受到有壓力，所以父母就需要陪他們一起面對，加上校園生活又與以前不一樣，都需要時間陪他去適應，自己也不想錯失小朋友成長的階段。
2019年，黃浩然夫婦結婚14周年，除了到台灣旅遊，黃浩然更親手製作玫瑰燈贈予妻子。

## 演出作品

### 電視劇

#### 電視劇（無綫電視）
| 年份   | 電視劇             | 角色                   |
| 2007年 | 廉政行動2007       | 梁迪威（Ethan）        |
| 2007年 | 兩妻時代           | 易晞智（Ivan）         |
| 2008年 | 當狗愛上貓         | 應海亮（Carson）       |
| 2008年 | 東山飄雨西關晴     | 潘卓華                 |
| 2009年 | 碧血鹽梟           | 胡亭軒                 |
| 2009年 | 廉政行動2009       | 梁柏華（Henry）        |
| 2009年 | 老友狗狗           | 何天佑                 |
| 2010年 | 談情說案           | 黃志浩 （Ace）         |
| 2010年 | 情越雙白線         | 何加寶（Turbo）        |
| 2010年 | 公主嫁到           | 金多壽                 |
| 2010年 | 巾幗梟雄之義海豪情 | 楊 陽                  |
| 2010年 | 囧探查過界         | 周家昇                 |
| 2011年 | 仁心解碼           | 李應春                 |
| 2011年 | Only You 只有您    | 王志澤                 |
| 2011年 | 女拳               | 黃漢業                 |
| 2011年 | 真相               | 卓少謙（Wallace）      |
| 2011年 | 我的如意狼君       | 佟本善                 |
| 2012年 | 拳王               | 畢家成（畢Dee）        |
| 2012年 | 天梯               | 賀思行 (壯年)          |
| 2012年 | 大太監             | 姚雙喜                 |
| 2013年 | 初五啟市錄         | 蘇 飛                  |
| 2013年 | 仁心解碼II         | 李應春                 |
| 2013年 | 情越海岸線         | 張寶生（張保仔）       |
| 2013年 | 師父·明白了        | 初一箭                 |
| 2014年 | 愛我請留言         | 樂天送                 |
| 2014年 | 大藥坊             | 莊繼祖／莊繼宗         |
| 2014年 | 名門暗戰           | 鍾曉陽（Hugo）         |
| 2015年 | 陪著你走           | 黃浩然                 |
| 2015年 | 無雙譜             | 阮心讓／元顏宵         |
| 2015年 | 張保仔             | 魔根（魔盜王）／駕船者 |
| 2016年 | 警犬巴打           | 費頌廉（費柴sir）      |
| 2017年 | 我瞞結婚了         | 張展博（Lucas）        |
| 2017年 | 賭城群英會         | 范卓文（吹水文）       |
| 2018年 | 平安谷之詭谷傳說   | 陸水豐                 |
| 2018年 | 果欄中的江湖大嫂   | 馮 寶                  |
| 2019年 | 多功能老婆         | 尚劍雄                 |
| 2020年 | 法證先鋒IV         | 高 安（高Sir）         |

#### 電視劇（亞洲電視）
| 年份   | 電影          | 角色             |
| 2001年 | 騷東坡        |                  |
| 2002年 | 有求必應      | 魯 恭            |
| 2002年 | 吉祥任務      |                  |
| 2003年 | 萬家燈火      | 鄧風順           |
| 2004年 | 子是故人來    | 成 峰            |
| 2005年 | 美麗傳說2星願 | 梁福華           |
| 2005年 | 情陷夜中環    | 韓志堅（Johnny） |

#### 電視劇（ViuTV）
| 年份 | 電影       | 角色 |
| 2025 | 翻盤下半場 | 仇強 |

#### 電視劇（其他）
| 年份   | 電影                      | 角色              | 播放頻道                                         | 備註                                |
| 1999年 | 完全學生手冊1999 暴風背後 | 杜老師            | 香港電台                                         | 1999年9月4日播映， 與謝霆鋒合演師生 |
| 2003年 | 男女字典                  | George            | NOW.COM                                          | 網劇                                |
| 2005年 | 小魚兒與花無缺            | 江 楓             | 亞視、 中視、 八大電視                           | 內地電視劇 於中港台三地播放         |
| 2006年 | 梅艷芳菲                  | 何耀文            | 深圳卫视                                         | 內地電視劇                          |
| 2017年 | 心门                      | 袁瑞杰 ( Leslie ) | NTV7                                             | 马来西亚电视剧                      |
| 2018年 | 冒險王衛斯理              | 洛卡 ( 藍血人 )   | 愛奇藝、無線電視                                 | 网络剧                              |
| 2022年 | 家族荣耀                  | 馬耀祖            | 优酷、寰亞電視節目製作（香港）有限公司、無線電視 | 网络剧                              |
| 2022年 | 黑金风暴                  | 贺伟廉            | 优酷、妙点工作室、香港開電視                     | 网络剧                              |
| 2023年 | 叠影狙擊                  | 塗文諾            | 优酷、寰亞電視節目製作（香港）有限公司、無線電視 | 网络剧                              |
| 2024年 | 家族榮耀之繼承者          | 趙啟邦 ( Rio )    | 优酷、寰亞電視節目製作（香港）有限公司           | 网络剧                              |
| 2024年 | 歸棹                      | 林俊榮            | 优酷                                             | 网络剧                              |

### 電視電影
| 年份   | 電視劇             | 角色            |
| 2016年 | 愛情來的時候2 台灣 | 梁永廉（Roger） |

### 電影
| 年份   | 電影                                       | 角色          | 備註                                                                                                |
| 1997年 | 十萬火急                                   | 王浩然        | |
| 1998年 | 非常突然                                   | Jimmy         | |
| 1999年 | 再見阿郎                                   |               | |
| 1999年 | 甜言蜜語                                   |               | |
| 2000年 | 孤男寡女                                   | Roger Young   | |
| 2000年 | 辣手回春                                   | 乞丐(整型後)  | |
| 2000年 | 戀性世代 I Do                              | Mac           | |
| 2001年 | 鍾無艷                                     | 吳起          | |
| 2002年 | 野狼                                       | 張子傑（Joe） | |
| 2002年 | 新紮師妹                                   | 劍 雄         | |
| 2002年 | 豬扒大聯盟                                 | 小 龜         | |
| 2002年 | 我家有一隻河東獅                           | 御醫          | |
| 2003年 | 飛虎雄師                                   | 韓 堅         | 「中環茶室兇案」 「邊緣人」 「復仇」 「救世者」 「點指兵兵」 「劫金風暴」 「重裝警察」 「英雄本色」 |
| 2003年 | 奇逢敵手                                   |               | |
| 2003年 | PTU                                        |               | |
| 2003年 | 絕種好男人                                 | Barry         | |
| 2003年 | 新紮師妹2美麗任務                          | 劍 雄         | 《新紮師妹》續集                                                                                    |
| 2004年 | 雙雄                                       | 楊Sir         | |
| 2004年 | 黑白森林                                   | 可 樂         | |
| 2004年 | 古宅心慌慌                                 | 丁 力         | |
| 2004年 | 飛虎雄師                                   | 韓 堅         | 「鎗王行動」 「再戰江湖」 「英雄本色」                                                              |
| 2004年 | 救命                                       | 阿 強         | |
| 2004年 | 精裝追女仔2004                             | 華Dee         | |
| 2004年 | 愛.作戰                                    | 秋秋          | |
| 2004年 | 追擊八月十五                               | 鄭偉明        | |
| 2005年 | 借兵                                       | Nick          | |
| 2005年 | 非常青春期                                 | 大 舊         | |
| 2005年 | 黑社會                                     | O記探員       | |
| 2005年 | 瘦身                                       | 阿 拔         | |
| 2006年 | 犀照                                       | 彭 四         | |
| 2006年 | 新紮師妹3                                  | 劍 雄         | 《新紮師妹2美麗任務》續集                                                                           |
| 2007年 | 嚦咕嚦咕對對碰                             | 趙新貴        | |
| 2007年 | 人在江湖                                   | 阿 星         | |
| 2007年 | 單身部落                                   | 馬保健        | |
| 2007年 | 戲王之王                                   | Alex          | |
| 2007年 | 每當變幻時                                 | 保齡球教練    | |
| 2008年 | 嚇死你                                     |               | |
| 2008年 | 保持通話                                   | 民 哥         | |
| 2011年 | 我愛HK開心萬歲                             | 杜氏一族      | |
| 2012年 | 懸紅                                       | 軍裝警察      | |
| 未上映 | 毋、亡我                                   | 李雋杰        | 2007年於衛視电影台全球電視獨家首播 於2010年出版DVD                                                  |
| 2015年 | 三人行                                     | 匪徒乙        | |
| 2016年 | 大手牽小手                                 | 姜思年        | 與王菀之、鮑起靜合演                                                                                |
| 2021年 | 金錢帝國：追虎擒龍                         | 何正          | |
| 2022年 | 倚天屠龍記之九陽神功、倚天屠龍記之聖火雄風 | 韋一笑        | |
| 2023年 | 鎖戰                                       | 劉業信        | |
| 2025年 | 私家偵探                                   | 鳳爪          | |
| 待上映 | 一線生機                                   |               | |
| 待上映 | 臭豆腐                                     | 華哥          | 與陳毅燊合演                                                                                        |
| 待上映 | 守闕者                                     |               | |

### 歌曲
- 2003年:「不休止的舞曲」（電視劇《子是故人來》主題曲）
- 2010年:「食腦」（電視劇《囧探查過界》主題曲 ），與王喜、李思捷合唱

### 綜藝節目（亞洲電視）
- 2005年：開心大發現 美麗傳說2之星願（宣傳）
- 2005年：三個A級的女人 情陷夜中環（宣傳）

### 節目嘉賓/主持（無綫電視）
| 年份   | 節目                                                  | 集數                     | 備註                                         |
| 2000年 | 宇宙無敵獎門人                                        | 第9集                    |                                              |
| 2004年 | 繼續無敵獎門人                                        | 12月19日 第13集          |                                              |
| 2006年 | 15/16                                                 | 第32集至第34集           |                                              |
| 2007年 | 奧運玩得叻                                            | 第18集8月11日            |                                              |
| 2007年 | 最緊要進步                                            | 第28集至30集             |                                              |
| 2007年 | 娛樂直播                                              | 12月18日                 | 《兩妻時代》宣傳                             |
| 2008年 | 鐵甲無敵獎門人                                        | 第6集                    |                                              |
| 2008年 | 娛樂直播                                              | 12月5日                  | 《東山飄雨西關晴》宣傳                       |
| 2009年 | 美女廚房 (第二輯)                                     | 第5集                    |                                              |
| 2009年 | 長隆野生動物園                                        | 6月13日                  | 「至尊繽紛假期」                             |
| 2009年 | 今日VIP                                               | 7月6日                   | 《碧血鹽梟》宣傳                             |
| 2009年 | 玄學天王                                              | 9月30日                  | 收費電視<生活台>節目 玄學天王-生命線解密(上) |
| 2009年 | 今日VIP                                               | 10月2日                  | 《廉政行動2009》宣傳                         |
| 2010年 | 范後感                                                | 7月14日                  | 《情越雙白線》宣傳                           |
| 2010年 | 情常在                                                | 第14集                   | 「會放棄嗎？」                               |
| 2010年 | 今日VIP                                               | 8月23日                  | 《公主嫁到》宣傳                             |
| 2010年 | 星級廚房                                              | 9月6日、9月8日、 9月10日 | 《公主嫁到》宣傳                             |
| 2010年 | 超級遊戲獎門人                                        | 第20集                   | 《公主嫁到》宣傳                             |
| 2010年 | 愛情研究院                                            | 第135集                  | 「細水長流」                                 |
| 2010年 | 今日VIP                                               | 12月16日 第486集         | 《囧探查過界》宣傳                           |
| 2011年 | 范後感                                                | 1月1日                   | 與唐詩詠接受訪問                             |
| 2011年 | 今日VIP                                               | 7月1日                   | 《真相》宣傳                                 |
| 2012年 | 今日VIP                                               | 4月23日                  | 《拳王》宣傳                                 |
| 2012年 | 世界衝擊影像社                                        | 2月25日                  | 第一集                                       |
| 2012年 | 玩轉三周半                                            | 7月24日                  |                                              |
| 2013年 | 今日VIP                                               | 1月31日                  | 《初五啟市錄》宣傳                           |
| 2013年 | 莎莎新春呈獻： 保良金蛇賀新春- 暨賀一百三十四周年慶典 | 2月10日                  | 《初五啟市錄》宣傳                           |
| 2013年 | 今日VIP                                               | 3月19日                  | 國際影視展《情越海岸線》宣傳                 |
| 2013年 | 今日VIP                                               | 3月20日                  | 國際影視展《師父明白了》宣傳                 |
| 2013年 | 決戰一分鐘                                            | 5月12日 第19集           |                                              |
| 2013年 | 兄弟幫                                                | 5月22日                  | 主題(電影圈「偷師」日記)                     |
| 2013年 | 兄弟幫                                                | 5月23日                  | 主題(從影壇新丁到候選視帝)                   |
| 2013年 | 反斗紅星放暑假                                        | 7月9日 第7集             |                                              |
| 2013年 | 超級無敵獎門人終極篇                                  | 7月14日 第8集            |                                              |
| 2013年 | 千奇百趣玩FREE D                                      | 8月2日 第15集            | 《師父明白了》宣傳                           |
| 2013年 | 6號訪                                                 | 8月3日                   | 《師父明白了》宣傳                           |
| 2016年 | Do姐有問題                                            | 4月8日                   |                                              |
| 2016年 | 我愛香港                                              | 11月20日                 |                                              |
| 2017年 | 公公出埠                                              | 12月18日                 | 旅遊節目                                     |
| 2017年 | 今日VIP                                               | 12月18日                 | 《公公出埠》宣傳                             |
| 2017年 | 兄弟幫                                                | 12月19日                 | 《公公出埠》宣傳                             |
| 2018年 | Do姐有問題                                            |                          |                                              |
| 2018年 | 美女廚房                                              |                          |                                              |
| 2018年 | TVB 50+1再出發節目巡禮2019                            |                          |                                              |
| 2019年 | 香港小姐公爵特訓班                                    |                          |                                              |

### 直播節目（無綫電視）
- 2010年：《香港小姐競選2010》[23]
- 2010年：《2011無綫節目巡禮》[24]
- 2010年：《萬千星輝賀台慶2010》[25]
- 2010年：《萬千星輝頒獎典禮2010》[26][27]

### 舞台劇
- 2006年：《大煞風景》7月14日、由陳奕迅、EO2Otto和Osman、彭敬慈合演
- 2025年：《三·八》

### 廣播劇
- 2000年: 《戀性世代》 飾 Mac (商業電台雷霆881)
- 2008年：《火星人》飾 Zac（香港電台）
- 2009年：《最好的時光 第三章》飾 Steven（商業電台叱吒903）

### 配音
- 2006年：《極地雪犬》飾 Jerry Shepard（杰瑞薛普）

### MV演出
- 2007年：鄭融《東京百貨》（TVB版）

## 雜誌

### 2008年
- 壹週刊973期（10月29日）

### 2009年
- Men's Uno HK 72期（3月）
- 東方新地601期（6月16日）
- 忽然一周725期（6月19日）
- Yes!954期（6月25日）
- 明報週刊2121期（7月4日）[9]
- MR 18期（8月）
- Men's UnoHK 78期（9月）

### 2010年
- TVB周刊655期（1月11日）
- Face159期（6月15日）
- 忽然一周788期（9月3日）
- 選擇9月（9月15日）
- 東周刊369期（9月21日）[4]
- 3周刊574期（10月7日）
- 快周刊（12月4日）
- 家居設計MY HOME12月號

### 2011年
- TVB周刊706期（1月2日）
- Yes!1月
- Men's UnoHK 94期 1月
- TVB周刊709期（1月24日）
- 東方新地687期（2月1日）
- TVB周刊734期（7月16日）

### 2012年
- New Monday周刊588期 双面情人（1月6日）
- TVB周刊775期 （4月30日）
- 東周刊453期（5月1日）[28]
- Recuit（10月16日）
- 兒童尖子教育31期 （10月）

### 2013年
- TVB周刊814期 （1月27日）
- 生活晴報月刊277期 （4月刊）
- TVB周刊829期 （5月12日）
- 明報周刊2323期 （5月18日）
- TAO淘寶天下97期 （5月27日）
- 東周刊509期 （5月28日）[29]
- U magazine393期 （6月6日）
- TAO淘寶天下107期 （8月5日）

## 曾獲獎項及提名
| 年份 | 頒獎典禮                         | 獎項                    | 作品                                                                         | 角色                             | 結果                         |
| ---- | -------------------------------- | ----------------------- | ---------------------------------------------------------------------------- | -------------------------------- | ---------------------------- |
| 2009 | 萬千星輝頒獎典禮2009             | 最佳男配角              | 《碧血鹽梟》                                                                 | 胡亭軒                           | 提名                         |
| 2009 | 萬千星輝頒獎典禮2009             | 飛躍進步男藝員          | 《東山飄雨西關晴》 《碧血鹽梟》 《廉政行動2009》                             | 潘卓華 胡亭軒 梁柏華             | 提名                         |
| 2010 | MY AOD我的最愛頒獎典禮2010       | 我的最愛電視男配角      | 《巾幗梟雄之義海豪情》                                                       | 楊陽                             | 最後五強                     |
| 2010 | 萬千星輝頒獎典禮2010             | 最佳男配角              | 《巾幗梟雄之義海豪情》                                                       | 楊陽                             | 最後五強                     |
| 2010 | 萬千星輝頒獎典禮2010             | 我最喜愛的電視男角色    | 《情越雙白線》                                                               | 何加寶                           | 提名                         |
| 2010 | 萬千星輝頒獎典禮2010             | 飛躍進步男藝員          | 《老友狗狗》 《談情說案》 《情越雙白線》 《公主嫁到》 《巾幗梟雄之義海豪情》 | 潘卓華 黃志浩 何加寶 金多壽 楊陽 | 獲獎                         |
| 2011 | MY AOD我的最愛頒獎典禮2011       | 我的最愛電視男配角      | 《囧探查過界》                                                               | 周家昇                           | 獲獎                         |
| 2011 | MY AOD我的最愛頒獎典禮2011       | 我的最愛十五大電視角色  | 《真相》                                                                     | 卓少謙                           | 提名                         |
| 2011 | 萬千星輝頒獎典禮2011             | 我最喜愛的電視男角色    | 《真相》                                                                     | 卓少謙                           | 提名                         |
| 2012 | 星和無綫電視大獎2012             | 飛躍進步男藝人獎        | 不適用                                                                       | 不適用                           | 獲獎                         |
| 2012 | MY AOD我的最愛頒獎典禮2012       | 我的最愛電視螢幕情侶    | 《我的如意狼君》                                                             | 佟本善                           | 提名（與周麗淇一同提名）     |
| 2012 | MY AOD我的最愛頒獎典禮2012       | 我的最愛電視男主角      | 《拳王》                                                                     | 畢家成                           | 提名                         |
| 2012 | MY AOD我的最愛頒獎典禮2012       | 我的最愛十五大電視角色  | 《拳王》                                                                     | 畢家成                           | 提名                         |
| 2012 | 萬千星輝頒獎典禮2012             | 最佳男主角              | 《拳王》                                                                     | 畢家成                           | 提名                         |
| 2012 | 萬千星輝頒獎典禮2012             | 我最喜愛的電視男角色    | 《大太監》                                                                   | 姚雙喜                           | 提名                         |
| 2013 | TVB 馬來西亞星光薈萃頒獎典禮2013 | 最喜愛TVB電視角色       | 《情越海岸線》                                                               | 張寶生                           | 提名                         |
| 2013 | 萬千星輝頒獎典禮2013             | 最受歡迎電視男角色      | 《情越海岸線》                                                               | 張寶生                           | 提名                         |
| 2014 | 星和無綫電視大獎2014             | 我最愛TVB男主角         | 《愛我請留言》                                                               | 樂天送                           | 提名                         |
| 2014 | 星和無綫電視大獎2014             | 我最愛TVB電視男角色     | 《愛我請留言》                                                               | 樂天送                           | 提名                         |
| 2014 | 星和無綫電視大獎2014             | 我最愛TVB熒幕情侶       | 《愛我請留言》                                                               | 樂天送                           | 最後五強（與黃翠如一同提名） |
| 2014 | TVB 馬來西亞星光薈萃頒獎典禮2014 | 最喜愛TVB熒幕情侶       | 《愛我請留言》                                                               | 樂天送                           | 提名（與黃翠如一同提名）     |
| 2014 | TVB 馬來西亞星光薈萃頒獎典禮2014 | 最喜愛TVB電視角色       | 《大藥坊》                                                                   | 莊繼祖／莊繼宗                   | 提名                         |
| 2014 | TVB 馬來西亞星光薈萃頒獎典禮2014 | 最喜愛TVB男配角         | 《名門暗戰》                                                                 | 鍾曉陽                           | 提名                         |
| 2014 | 萬千星輝頒獎典禮2014             | 最佳男主角              | 《名門暗戰》                                                                 | 鍾曉陽                           | 提名                         |
| 2015 | 星和無綫電視大獎2015             | 我最愛TVB男主角         | 《名門暗戰》                                                                 | 鍾曉陽                           | 提名                         |
| 2015 | 星和無綫電視大獎2015             | 我最愛TVB電視男角色     | 《名門暗戰》                                                                 | 鍾曉陽                           | 提名                         |
| 2015 | TVB 馬來西亞星光薈萃頒獎典禮2015 | 最喜愛TVB電視角色       | 《無雙譜》                                                                   | 阮心讓                           | 提名                         |
| 2016 | 星和無綫電視大獎2016             | 我最愛TVB電視男角色     | 《警犬巴打》                                                                 | 費頌廉                           | 提名                         |
| 2016 | TVB 馬來西亞星光薈萃頒獎典禮2016 | 最喜愛TVB電視角色       | 《警犬巴打》                                                                 | 費頌廉                           | 提名                         |
| 2016 | 萬千星輝頒獎典禮2016             | 最佳男主角              | 《警犬巴打》                                                                 | 費頌廉                           | 提名                         |
| 2017 | 星和無綫電視大獎2017             | 我最愛TVB電視男角色     | 《我瞞結婚了》                                                               | 張展博                           | 提名                         |
| 2017 | TVB 馬來西亞星光薈萃頒獎典禮2017 | 最喜愛TVB電視角色       | 《我瞞結婚了》                                                               | 張展博                           | 提名                         |
| 2017 | 萬千星輝頒獎典禮2017             | 最受歡迎電視男角色      | 《我瞞結婚了》                                                               | 張展博                           | 提名                         |
| 2018 | 萬千星輝頒獎典禮2018             | 最佳男主角              | 《果欄中的江湖大嫂》                                                         | 馮 寶                            | 提名                         |
| 2018 | 萬千星輝頒獎典禮2018             | 新加坡最喜愛TVB男主角   | 《平安谷之詭谷傳說》                                                         | 陸水豐                           | 提名                         |
| 2018 | 萬千星輝頒獎典禮2018             | 馬來西亞最喜愛TVB男主角 | 《平安谷之詭谷傳說》                                                         | 陸水豐                           | 提名                         |
| 2019 | 萬千星輝頒獎典禮2019             | 最佳男主角              | 《多功能老婆》                                                               | 尚劍雄                           | 提名                         |
| 2020 | 萬千星輝頒獎典禮2020             | 最佳男主角              | 《法證先鋒IV》                                                               | 高 安                            | 提名                         |
| 2020 | 萬千星輝頒獎典禮2020             | 最受歡迎電視男角色      | 《法證先鋒IV》                                                               | 高 安                            | 提名                         |
| 2020 | 萬千星輝頒獎典禮2020             | 馬來西亞最喜愛TVB男主角 | 《法證先鋒IV》                                                               | 高 安                            | 提名                         |

## 外部連結
- 黃浩然的新浪微博
- 黃浩然的Facebook專頁
- 黃浩然的Instagram帳戶
- 黃浩然官方網站 Raymond Station （页面存档备份，存于）
- 黃浩然在香港影庫上的簡介
- 黃浩然在豆瓣上的资料（简体中文）
- 黃浩然在时光网上的簡介（简体中文）